# Dragan Marković
Pour les articles homonymes, voir Marković.
Dragan Marković « Palma » (en serbe en écriture cyrillique : Драган Марковић Палма), né le 2 mai 1960 à Končarevo (république socialiste de Serbie, RFS de Yougoslavie) et mort le 22 novembre 2024, est un homme politique serbe.
Il est président du parti Serbie unie (JS) et député à l'Assemblée nationale de la république de Serbie,. Ancien maire de Jagodina, il est ensuite président de l'assemblée de la ville.

## Biographie

### Carrière
En tant que chef d'entreprise, Dragan Marković fonde une compagnie qui emploie près de 100 personnes et qui, en plus de la chaîne de télévision « Palma plus » créée en 1997, gère une société de transport et de commerce.
En 1993, il commence sa carrière politique en entrant au Parti de l'unité serbe (SSJ), un parti nationaliste que viennent de fonder Željko Ražnatović (Arkan) et Borislav Pelević. Il y reste jusqu'en 2003.
En 2004, Dragan Marković fonde le parti Serbie unie (JS), qui se développe principalement autour de la ville de Jagodina et dans la région de Pomoravlje. Aux élections locales de 2004, il est élu président (predsednik) de la municipalité de Jagodina. 
Aux élections législatives serbes de 2007, Marković noue des liens avec la coalition formée par le Parti démocratique de Serbie (DSS) de Vojislav Kostunica et par Nouvelle Serbie (NS), ce qui vaut à son parti d'être représenté à l'Assemblée nationale de la république de Serbie.
Au premier tour de l'élection présidentielle de janvier 2008, Dragan Marković apporte son soutien à Velimir Ilić, le président du parti Nouvelle Serbie. Aux élections législatives anticipées du mois de mai, il forme une coalition avec le Parti socialiste de Serbie (SPS) et le Parti des retraités unis de Serbie (PUPS) ; la liste obtient 313 896 voix, soit 7,58 % des suffrages, et envoie 20 députés à l'Assemblée nationale de la république de Serbie, dont 3 pour le JS ; Marković est député du 11 juin 2008 au 24 septembre 2011. Sur le plan local, Jagodina a reçu le statut de « ville » en 2007 ; à la suite des élections locales de 2008, Marković en devient le premier « maire » (gradonačelnik).
Lors des élections législatives serbes de 2012, Dragan Marković « Palma » est une nouvelle fois allié avec le SPS et le PUPS au sein de la coalition politique conduite par Ivica Dačić, le président du SPS ; la liste commune obtient 14,51 % des suffrages et 44 députés ; avec 7 députés, le parti forme un groupe parlementaire, présidé par Marković. Sur le plan local, il laisse la mairie de Jagodina à Ratko Stevanović, lui aussi membre de Serbie unie, et devient président de l'assemblée municipale. 

### Vie privée
Dragan Marković « Palma » est marié, père de deux enfants et cinq fois grand-père.

### Prise de position
En 2011, à cause de ses prises de position contre la communauté gay, Dragan Marković est condamné par la justice pour discrimination et incitation à la haine et à l'intolérance contre les minorités sexuelles.